# Tsonyi
Tsonyi, även känd som Shuanghu på kinesiska, är ett härad (dzong) som lyder under prefekturen Nagchu i Tibet-regionen i sydvästra Kina. Orten var tidigare känd som "det särskilda distriktet Shuanghu".